# 炎上軍
膀胱炎上軍（えんじょうぐん）は、ガンバレ☆プロレスで活動するヒールプロレスユニット。アバターを筆頭に活動していた。

## 概要
2015年
4月18日、ガンバレ☆プロレス旗揚げ記念日大会にてオープニングで対戦相手である大家健と今成夢人の挨拶を邪魔して三富政行と河村知哉と共にマイクを横取りして炎上軍なるユニットを結成する事を宣言。メインイベントにて三富と組み河村をセコンド兼カメラマンとして率いて大家&今成を血祭りにあげると、試合後には炎女（炎上女子プロレスリング）の1人目として加藤悠をリングに上げてプロレスをメジャースポーツにする事を宣言した。
7月5日、大家と2対1のハンディキャップマッチを組む。しかし、三富と大家の攻防にシバターが武器攻撃をしたことに突如、三富が切れ、シバターを追い払い、ベビーターンしたが、すぐに組織に戻った。
12月31日、RIZINに出場。大家健&富永組と戦い大家健の炎のスピアを三富が受け3カウントをとられた。
2016年
下半期は三富とシバターのトラブル（シバター談）で解散していた。
2017年
2月11日のガンバレ☆プロレスでシン・ガンバレ☆プロレス（KENSO・浪口修・シバター）vsガンバレ☆プロレス（大家健・三富政行・勝村周一郎）の試合でシバターが3カウントを取られシン・ガンプロ軍を追放となり、三富が炎上軍再結成を持ちかけるが、シバターは「死ね。」と言い拒否した。
3月4日のガンバレ☆プロレスにてシバターvs三富のシングルマッチが実現。結果は三富の勝ち。試合後、三富が改めて炎上軍再結成を持ちかけ、シバターが了承。炎上軍が再結成された。
4月2日に行われる、ガンプロ「世界最強ガンプロタッグトーナメント」に出場することが決まった。

## メンバー
- シバター（リーダー）
- 三富政行
- レインボー・カワムラ
- 加藤悠